# Doftdracena
Doftdracena (Dracaena fragrans) är en växtart familjen stickmyrtenväxter från tropiska Afrika. Arten är en vanlig krukväxt i Sverige.
Doftadracenan är en buske eller litet träd, ibland upp till 15 meter högt, men vanligen mycket lägre. Bladen sitter i toppen av stammen och saknar stjälk, de är lansettlika 50–150 cm långa och 5–10 cm breda, klart gröna. Blommorna sitter i täta, runda samlingar i spetsen av stora, bågböjda eller hängande, toppställda vippor. Blomstjälken växer vanligen i tydlig zick-zack-form. Själva blommorna är mycket väldoftande, 1,5-2,5 cm i diameter, vita eller rosatonade. Frukten är ett orangerött bär.

## Grupper och sorter
Det finns många sorter av doftdracenan med mycket varierande utseende. De kan delas in i några sortgrupper:
- Compacta-Gruppen. Innehåller dvärgväxande sorter med tätt sittande, korta blad. De är långsamväxande.
  - 'Compacta' - en långsamväxande dvärgform med gröna blad som blir 10–12 cm långa.
  - 'Compacta Variegata' - blad som är grågröna i mitten och mörkt gröna i kanterna, Fälten åtskiljs av en vit rand. Möjligen identisk med 'White Jewel'.
  - 'Janet Craig Compacta' - har mörkt gröna blad. Är en mutation av 'Janet Craig'.
  - 'Kanzi' - har korta, bågböjda blad. Mittranden är diffust strimmig i grön, grått och vitt, den omges av två vita rander är därefter en mörkt grön kant.
  - 'Lemon Surprise' - korta, bågböjda blad, har mittfältet strimmigt i grått och grönt, kanten är limegrön och en vit strimma separerar fälten.
  - 'Malaika' - korta blad med en limefärgad mittstrimma, och mörkt grön kant åtskijda av två vita linjer.
  - 'White Jewel' ('Jewel White') - får cirka 25 cm långa och 5 cm breda blad som är grågröna i mitten och mörkt gröna i kanterna, Fälten åtskiljs av en vit rand.

- Deremensis-Gruppen, banddracena. Gruppen innehåller sorter med blad som blir mindre än 5 cm breda.
  - 'Bausei' - bladen har en bred, vit mittstrimma.
  - 'Dr. Morebe'
  - 'Green Stripe'
  - 'Golden King'
  - 'Janet Craig' - har breda, mörkt gröna och glänsande, blad som böjer sig i bågform.
  - 'Lemon Lime'  Gulgröna kanter med mörkt grön mittrimma åtskijda av tunna vita linjer.
  - 'Monique'
  - 'Rhoers Gold'
  - 'Sandra Mastaler' ('Janet Craig Sandra').
  - 'Te-We' - limegröna blad med grön mittstrimma.
  - 'Ulysses' - bladen har flera vita linjer längs bladets mittfält.
  - 'Warneckei' ('Warneckii') - har en vit rand intill den gröna kanten.
  - 'White Stripe' - bladen har flera vita ränder intill den gröna kanten.
  - 'Yellow Stripe' - bladen har flera gulgröna ränder intill den gröna kanten.

- Fragrans-Gruppen. Innehåller sorter med blad som bli mer än 5 cm breda.
  - 'Celles'  ('Rijsenhout').
  - 'Christianne'
  - 'Golden Coast' - har läderartade blad med korta bladskaft, de är gröna med ljusgröna, och ytterst gula, strimmor längs kanterna.
  - 'Knerkii'
  - 'Lindenii' - har blad med gräddvita kanter.
  - 'Massangeana' - har breda, bågböjda blad med en bred gulgrön mittrand. Det är den vanligaste sorten och står för 90% av marknaden[1].
  - 'Rothiana' - bladen är läderartade och har vita kanter.
  - 'Santa Rosa' - bladen har ett distinkt gult band nära bladets gröna kant.
  - 'Victoria' - har gula bladkanter.

## Synonymer
- Aletris fragrans L.
- Aloe fragrantissima Jacq.
- Cordyline fragrans (L.) Planch.
- Dracaena butayei De Wild.
- Dracaena deisteliana Engl.
- Dracaena deremensis Engl.
- Dracaena lindenii Andre
- Dracaena linderi hort.
- Dracaena massangeana E.Morr.
- Dracaena rothiana Carrière
- Dracaena smithii Baker ex Hook.f.
- Dracaena steudneri var. kilimandscharica Engl.
- Dracaena ugandensis Baker
- Draco fragrans (L.) Kuntze
- Pleomele fragrans (L.) Salisb.
- Sansevieria fragrans (L.) Jacq.